# Plattsburgh
Plattsburgh é uma cidade localizada no estado americano de Nova Iorque, no Condado de Clinton. A sua área é de 17 km², sua população é de 18 816 habitantes, e sua densidade populacional é de 1 438,6 hab/km² (segundo o censo americano de 2000). A cidade foi fundada em 1785. Está localizada dentro da Municipalidade de Plattsburgh.
Samuel de Champlain foi o primeiro europeu registrado que navegou para o Vale Champlain e mais tarde reivindicou a região como parte da Nova França em 1609.